# 976-EVIL
976-EVIL is een Amerikaanse bovennatuurlijke horrorfilm uit 1988, geregisseerd door Robert Englund en mede geschreven door Brian Helgeland. De hoofdrollen worden vertolkt door Stephen Geoffreys, Patrick O'Bryan, Jim Metzler, Maria Rubell en Sandy Dennis.
De titel van de film verwijst naar het 976-telefoonnummer, een nu grotendeels verouderd betalingsnummer-systeem in de Verenigde Staten dat populair was in de late jaren 1980 en later werd vervangen door netnummer 900.

## Plot
Neven Leonard "Spike" Johnson (Patrick O'Bryan) en Hoax Arthur Wilmoth (Stephen Geoffreys) zijn tieners die samenwonen met Hoax' overdreven religieuze en dominante moeder Lucy (Sandy Dennis). Spike is een stoere motorjongen, terwijl Hoax een introverte nerd is. Ondanks dat Spike zijn neef beschermt tegen pestkoppen, is Hoax jaloers op Spike's zelfverzekerdheid en succes bij meisjes.
De jongens ontdekken het telefoonnummer 976-EVIL, dat tegen betaling griezelige voorspellingen biedt. Wat ze niet weten, is dat het nummer door Satan wordt gebruikt om sterfelijke zielen te corrumperen. Spike verliest al snel zijn interesse, maar Hoax raakt geobsedeerd en gebruikt het nummer om wraak te nemen op zijn vijanden.
Hoax raakt steeds meer in de greep van Satan en wordt uiteindelijk bezeten, wat leidt tot chaos en een poort naar de Hel die voor hun huis verschijnt. Spike probeert Hoax te redden, maar beseft dat zijn neef verloren is. In een emotioneel moment roept Hoax om hulp, maar Spike ziet geen andere uitweg en werpt hem in de poort naar de Hel, waarmee hij de demonische invloed beëindigt.

## Rolverdeling
| Acteur            | Personage |
| ----------------- | --------- |
| Stephen Geoffreys | Hoax      |
| Patrick O'Bryan   | Spike     |
| Sandy Dennis      | Lucy      |
| Jim Metzler       | Marty     |
| María Rubell      | Angela    |

## Release
De film werd in maart 1989 in de Verenigde Staten in de bioscoop uitgebracht door New Line Cinema en bracht $2.955.917 op aan de kassa.
In hetzelfde jaar werd de film uitgebracht op homevideo door RCA/Columbia Pictures Home Video. De VHS- en LaserDisc-versies bevatten opnames die niet te zien waren in de oorspronkelijke bioscoopversie.
In 2002 bracht Sony Pictures Home Entertainment de film uit op dvd. Zowel de dvd-versie als de Crackle-versie zijn gebaseerd op de bioscoopversie. De film werd op Blu-ray uitgebracht op 3 oktober 2017 en in het Verenigd Koninkrijk door Eureka Entertainment op 19 oktober 2020.

## Kritische ontvangst
976-EVIL ontving overwegend negatieve recensies en heeft momenteel een goedkeuringsscore van 15% op de beoordelingswebsite Rotten Tomatoes, gebaseerd op 13 recensies. The Washington Post schreef: "Van begin tot eind is 976-EVIL een droevig en fout telefoontje." AllMovie was positiever en noemde de film "ondergewaardeerd". John Fallon van JoBlo.com gaf de film 6/10 sterren en merkte op dat het "geweldig had kunnen zijn", maar "zijn glans verliest in de tweede helft door onbevredigende moorden en 'matige' effecten."

## Vervolg
Een direct-naar-video vervolg genaamd 976-EVIL II: The Astral Factor verscheen in 1992, waarin Patrick O'Bryan zijn rol als Spike opnieuw vertolkte.